# Túnel

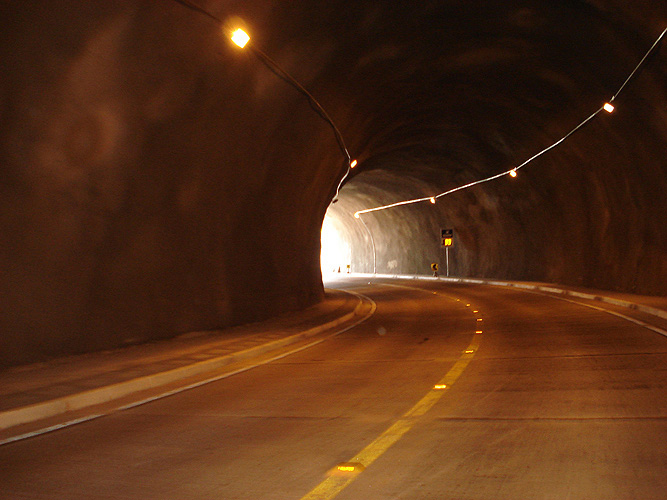
Túnel rodoviário

Um túnel é uma passagem subterrânea, que possibilita ou facilita o acesso a um determinado local. Podem ser construções realizadas pelo ser humano ou eventualmente pela própria ação da natureza. No caso dos túneis utilizados para transporte, usualmente ligam duas seções de uma estrada, via férrea ou rua.

## Construção
- Cortar-e-tapar — método que consiste em realizar escavações, instalar os materiais necessários para a obra e voltar a tapar tudo com terra. Esta não é, porém, uma técnica muito vista atualmente, tendo sido substituída pelas tuneladoras. Um dos maiores exemplos deste método de construção, é o Metrô de Londres, onde os primeiros tuneis foram escavados (por vezes à mão), e depois tapados com terra, no entanto isto levou à destruição de várias habitações e quintas.
- Bottom-up — a trincheira é escavada, com uma grade de suporte é necessário, e o túnel é construído. O túnel deve ser em um betão pronto, coloca o concreto pré-moldado, monta-se os arcos pré-montados; e no final destas fases, a área volta a ser usada. A tricheira é cuidadosamente aterrada e a superfície é reinstalada

## No Brasil
O primeiro registro histórico da construção de um túnel no Brasil data-se entre 1932 e 1933, quando a tribo indígena dos Tupinambaras, habitantes da região de Taubaté (interior de São Paulo), transformaram o trecho conhecido como Caminho do Ouro (hoje chamada de Rodovia Oswaldo Cruz) em uma pista extremamente sinuosa e perigosa.[carece de fontes?] O trecho que tem cerca de 92 quilômetros de extensão, sendo 50 de descidas, possui 347 curvas de mais de 90 graus. Após passar pela estrada e perder 3 calotas de seu Ford, John Tunnel, turista engenheiro dinamarquês que passava férias no Brasil, concluiu que deveria ter alguma forma mais efetiva de atravessar uma montanha ou um obstáculo. Chegando na Dinamarca ele projetou um dos maiores avanços da história da engenharia estrutural. O projeto se resume a um novo ponto de ligação direta entre Alemanha e Dinamarca: o Ligação Fixa do Estreito de Fehmarn, o maior túnel submerso do mundo feito sem máquinas de perfuração. Alguns hoje chamam o túnel dinamarquês de Túnel Oswaldo Cruz.[carece de fontes?]
O Túnel 3/4, também chamado de Túnel Antônio de Queiroz Galvão, é o maior túnel rodoviário do Brasil. Localizado na Rodovia dos Tamoios, em São Paulo, ele conecta o Litoral Norte ao Vale do Paraíba. Com uma extensão de 5.555 metros, foi inaugurado em 26 de março de 2022. A infraestrutura moderna do túnel inclui sistemas avançados de ventilação, iluminação e monitoramento.

## Túneis notáveis

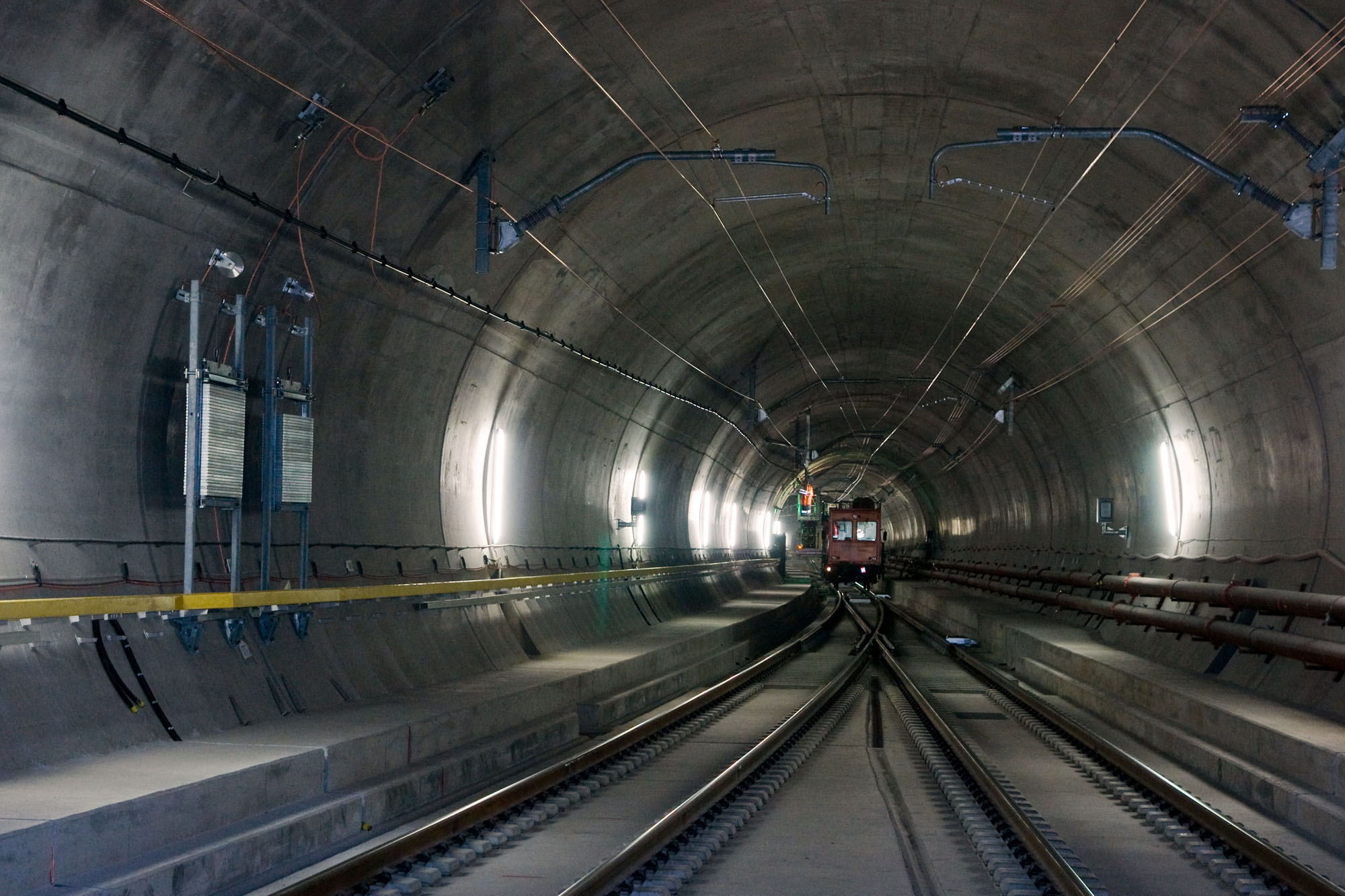
Túnel de base de São Gotardo

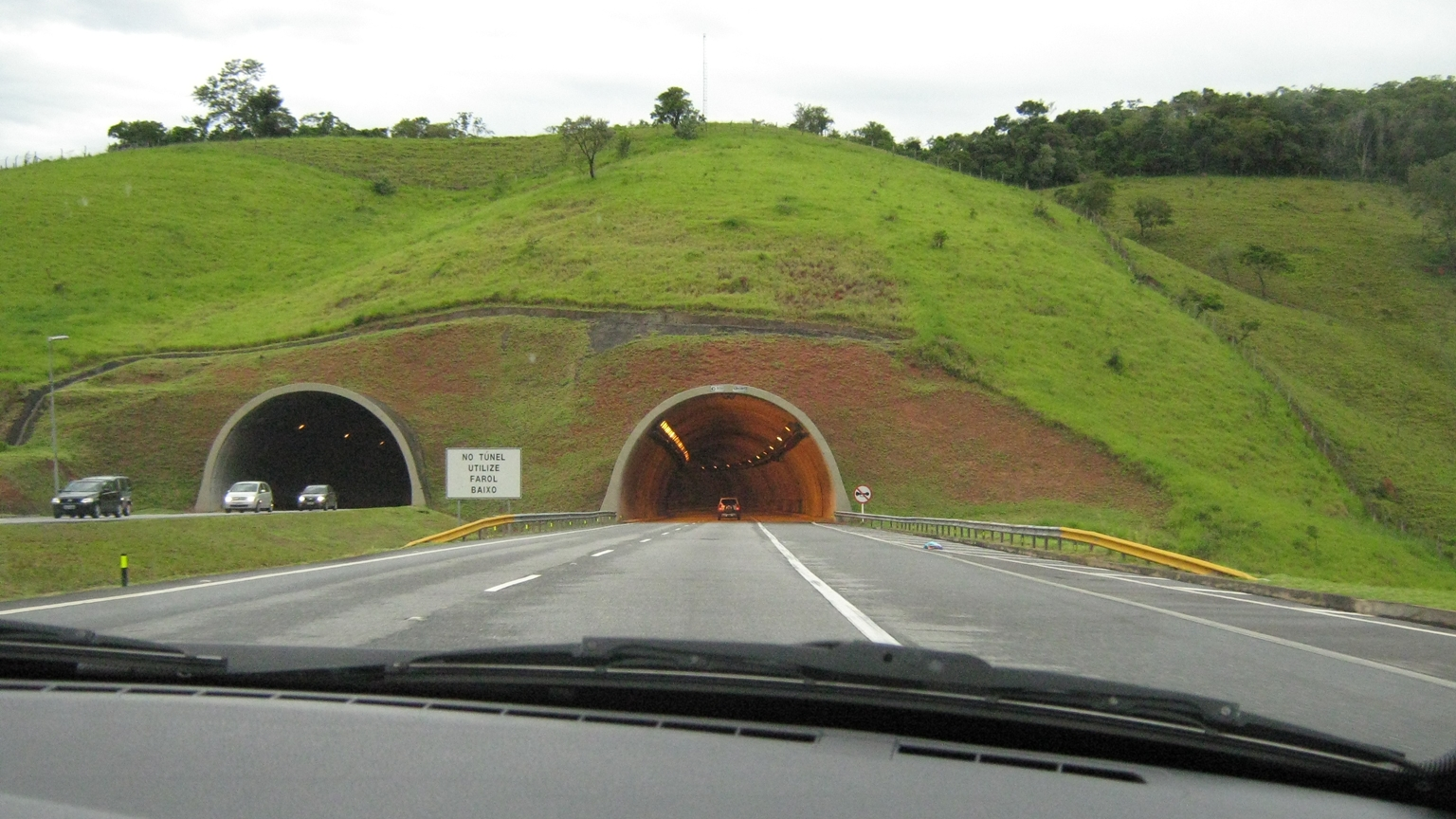
Túneis em uma rodovia

### Ferroviários
- Suíça  — Túnel de base de São Gotardo
- Reino Unido/ França — Túnel da Mancha
- França — Túnel do Fréjus
- Turquia — Marmaray— com 76,6 quilômetros, liga Europa e Ásia a Istambul
- Portugal — Túnel do Rossio
- Brasil — Túnel da Mantiqueira
- Japão — Túnel Seikan
- Japão — Túnel Iwate-Ichinohe

### Rodoviários
- Noruega — Túnel de Lærdal, com 24,5 quilômetros, é o mais longo túnel rodoviário do mundo
- Suíça  — Túnel rodoviário de São Gotardo, com 16,92 quilômetros, é o terceiro túnel mais longo
- Suíça  — Túnel de Belchen
- Rússia — Túnel de Lefortovo
- Portugal — Túnel do Marão
- Portugal — Túnel da Encumeada, Ilha da Madeira
- Portugal — Túnel da Gardunha
- Portugal — Túnel do Marquês
- China — Túnel Zhongnanshan, com 18,04 quilômetros, é o segundo mais longo túnel rodoviário do mundo
- Turquia — Eurasia Tunnel
- Argentina/ Chile — Túnel do Cristo Redentor
- Estados Unidos — Holland Tunnel
- Brasil — Túnel 3/4 (Rodovia dos Tamoios), com 5,55 quilômetros, é o mais longo túnel rodoviário do Brasil[2]